# Antsohihy
Antsohihy è un comune urbano (firaisana) del Madagascar nord-occidentale situata nella provincia di Mahajanga.
È il capoluogo della regione di Sofia e del distretto di Antsohihy.
Ha una popolazione di 19 878 abitanti (stima del 2005 ).
La route nationale 6 la collega a nord a Ambilobe e Antsiranana e a sud a Ambondromamy.